# Окни
Окни (у 1919—2016 — Красні Окни) — селище, центр Окнянської селищної громади Подільського району Одеської області України.

## Географічне розташування

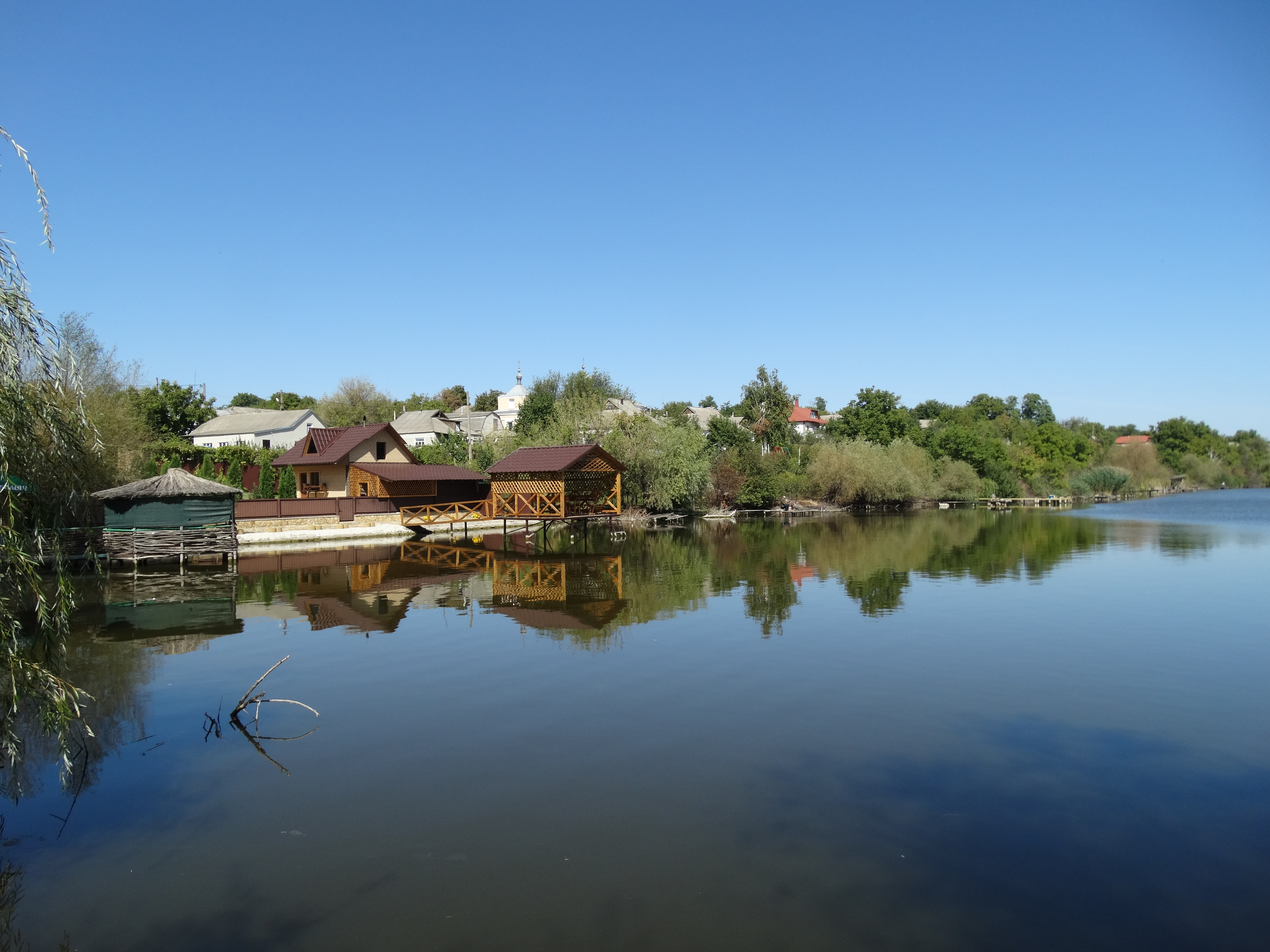
Водосховище у центрі селища

Розташоване на пересохлій річці Ягорлик, лівій притоці Дністра, за 175 км від Одеси і за 25 км від залізничної станції Чубівка (на лінії Роздільна I — Подільськ). Територією селища проходить автошлях E584.

## Назва
Назва селища походить від румунського слова Ocna, що в перекладі означає «струмочки». Ця місцевість багата саме на такі джерела, що не замерзають узимку.
У 1919 році, під час радянсько-української війни, біля селища були розгромлені комуністами загони денікінців, після чого в селищі була встановлена радянська влада. На честь цієї події до назви було додано приставку Красні (рос. Красные — «Червоні»). У 2016 році селище було внесено до переліку населених пунктів, які потрібно перейменувати згідно із законом «Про засудження комуністичного та націонал-соціалістичного (нацистського) тоталітарних режимів в Україні та заборону пропаганди їхньої символіки». Відтак село повернуло свою історичну назву.

## Історія

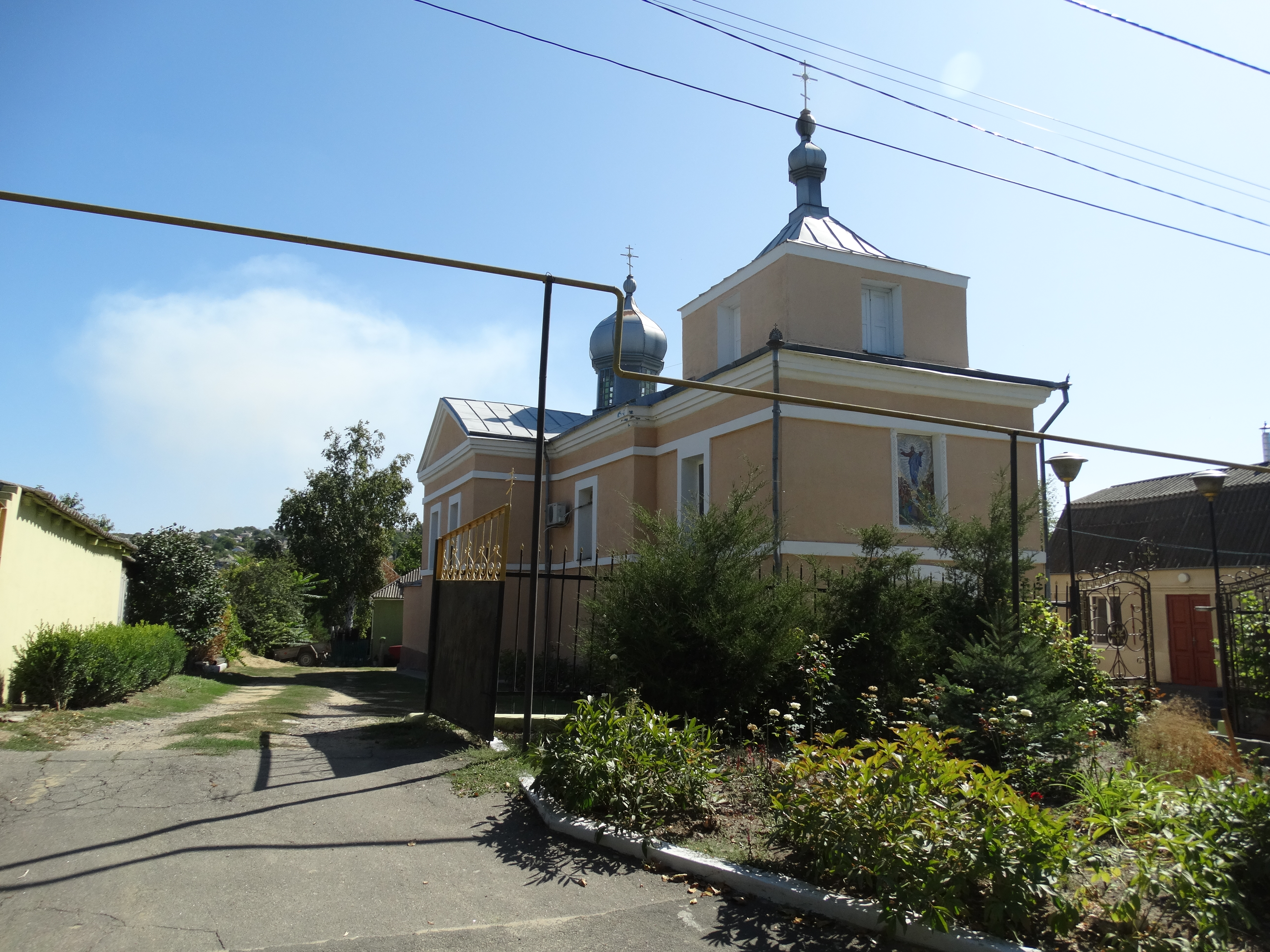
Вознесенська церква 19 ст.

Окни засновані в останній чверті XVIII ст. переселенцями з Молдови. З 1917 — у складі УНР. З 1921 — радянська окупація. У серпні 1941 включено до складу румунської провінції Трансністрія, після чого відновлено православне життя, служби у православній церкві. У 1944 році село перейшло під радянську окупацію. В 1946 році село пережило новий Голодомор.
З 1991 — у складі України. У селищі встановлений пам'ятник жертвам Голодомору 1932—1933.
1 січня 2015 року в селищі демонтували пам'ятник Леніну,пізніше, 14 лютого 2015 року було демонтовано ще один пам'ятник Леніну.
12 червня 2020 року, відповідно до Розпорядження Кабінету Міністрів України від № 724-р «Про визначення адміністративних центрів та затвердження територій територіальних громад Одеської області», увійшло до складу Окнянської селищної громади.
19 липня 2020 року, в результаті адміністративно-територіальної реформи і ліквідації Окнянського району, селище увійшло до складу новоутвореного Подільського району.

## Населення
- 1989 — 5832
- 2001 — 5672
- 2011 — 5399
- 2021 — 5145

### Мова
Розподіл населення за рідною мовою за даними перепису 2001 року:
| Мова            | Кількість | Відсоток |
| --------------- | --------- | -------- |
| українська      | 5248      | 93.12%   |
| російська       | 299       | 5.30%    |
| румунська       | 68        | 1.21%    |
| болгарська      | 10        | 0.18%    |
| вірменська      | 3         | 0.05%    |
| гагаузька       | 3         | 0.05%    |
| білоруська      | 2         | 0.04%    |
| інші/не вказали | 3         | 0.05%    |
| Усього          | 5636      | 100%     |

## Відомі уродженці

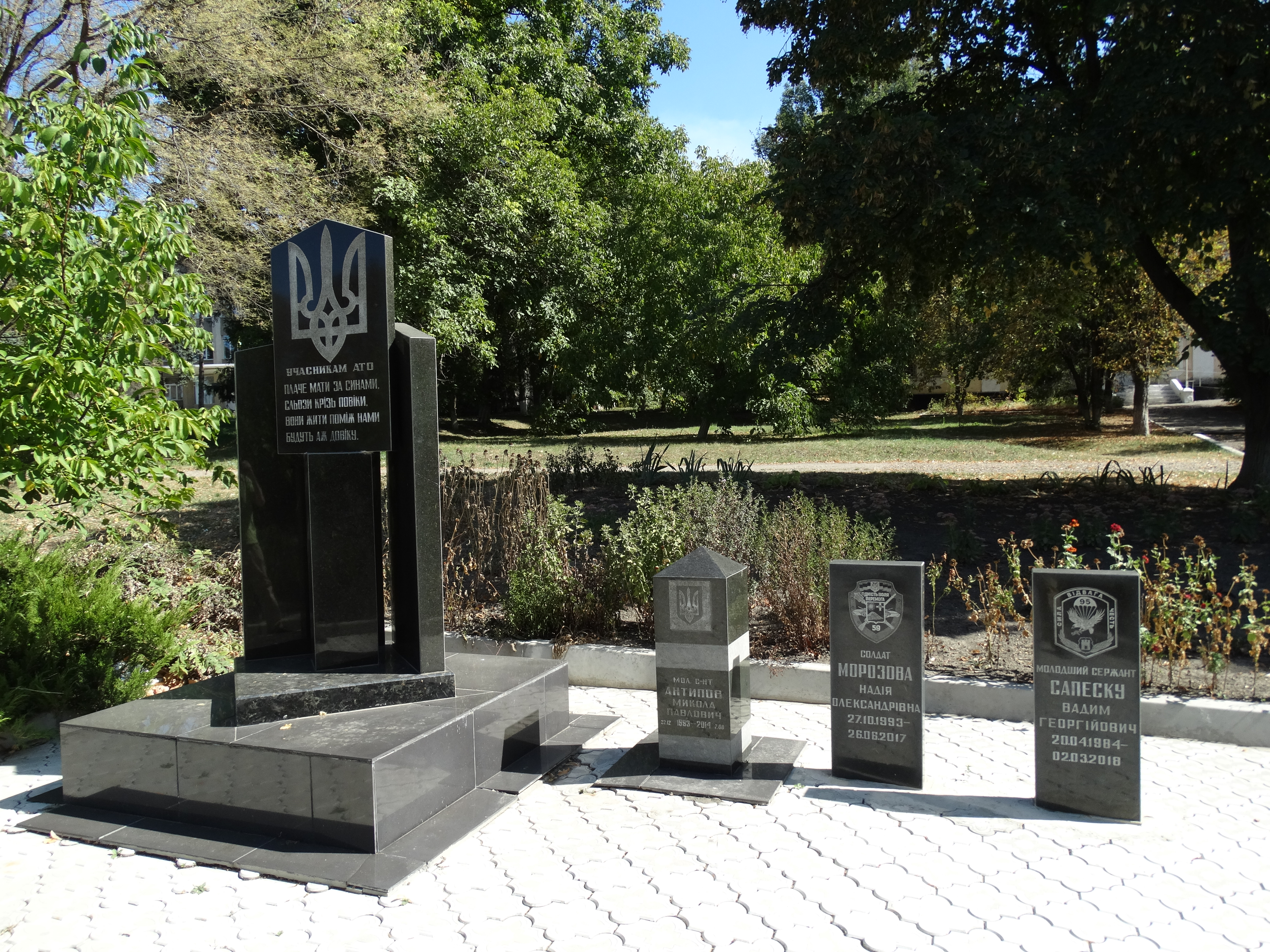
Меморіал уродженцям Окнянського району, які загинули в АТО

- Аветюк Валерій Станіславович (* 1972) — полковник Державної прикордонної служби України, учасник російсько-української війни.
- Беспалько Олександр Сергійович (1992—2022) — старший солдат Збройних Сил України, учасник російсько-української війни, що загинув у ході російського вторгнення в Україну в 2022 році.
- Бікерман Йосип Менассійович[ru] — французький історик та літературознавець.
- Ізраїль Мойсейович Гельфанд (1913—2009) — математик, академік.
- Гурфінкель Віктор Семенович[ru] — радянський фізіолог, академик РАН.
- Морозова Надія Олександрівна — український військовослужбовець, загинула в АТО (2017)[11]
- Сліпченко Микола Федорович (1909—2005) — український графік.
- Столяр Зіновій Лазаревич (1924–2014) — молдавський радянський музикознавець, музичний критик і публіцист, заслужений діяч мистецтв Молдавської РСР (1982).